# Chu Berry
Leon «Chu» Berry (Wheeling, de Virginia Occidental, 13 de septiembre de 1910 - Conneaut, de Ohio, 30 de octubre de 1941) fue un músico estadounidense de jazz, saxofonista tenor de swing del periodo de pre-guerra mundial, considerado por algunos autores como el tercer saxo tenor más importante del periodo, junto a Coleman Hawkins y Lester Young. Berry tocaba también el alto. 

## Historial
Debuta junto a Sammy Stewart en 1929, antes de trasladarse a Nueva York a comienzos de los años 1930. Toca en numerosas orquestas, incluyendo actuaciones con las de Benny Carter y Teddy Hill, antes de entrar a formar parte de la de Fletcher Henderson (1935-37) y, después, la de Cab Calloway (1938-1941), donde se convierte en una de las estrellas de la big band, junto a Dizzy Gillespie. En pleno éxito, muere en un accidente de circulación.
Su estilo se forjó en la escuela de coleman Hawkins, aunque con un sonido menos opulento y un vibrato más cortante. Su fraseo y su improvisación sin florituras ni circunloquios, con un discurso nervioso y pleno de swing, en el que evitaba marcar los tiempos fuertes, le valieron la admiración de todos los músicos de su generación. A pesar de su corta carrera, grabó un gran número de registros.